# Arkadiusz Janiczek

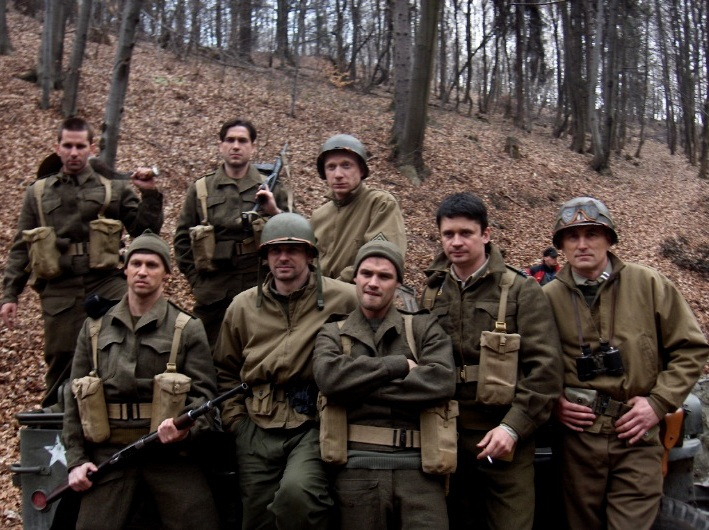
Zdjęcie z planu serialu Tajemnica twierdzy szyfrów (2006); od lewej - górny rząd: Marcin Bosak (Raider), Marcin Dorociński (Afgan), Arkadiusz Janiczek (sierżant); od lewej - dolny rząd: Robert Wrzosek (Nigel Wood), Paweł Deląg (komandor Howard Compaigne), Jan Wieczorkowski (Hamlet), Piotr Grabowski (major Andrzej Czerny), Andrzej Szczytko (kapitan Thomas Gregg).

Arkadiusz Janiczek (ur. 14 stycznia 1974 w Opolu) – polski aktor teatralny i filmowy.

## Życiorys
Absolwent Technikum Mechanicznego w Opolu. Jest aktorem Teatru Narodowego w Warszawie, występuje też w teatrach „Polonia” i „Bajka”. Jego debiut teatralny nastąpił 19 listopada 1997. W 1998 ukończył studia w Akademii Teatralnej w Warszawie.
Jego największym sukcesem filmowym była główna rola męska w Placu Zbawiciela, za którą był nominowany do najważniejszych nagród filmowych w Polsce. Janiczek jest również współautorem scenariusza do tego filmu. Popularność przyniósł mu udział w serialu Złotopolscy.
W marcu 2013 roku poprowadził ceremonię Polskich Nagród Filmowych „Orły”. 27 marca 2023 otrzymał Brązowy Medal „Zasłużony Kulturze Gloria Artis”
Żonaty z Anną, mają dwie córki.

## Filmografia
- 1996: Ekstradycja 2 jako kelner w „Victorii” (odc. 2)
- 1996: Autoportret z kochanką jako szeregowy Marchewka
- 1997: To wszawe nagie życie jako żołnierz radziecki
- 1997: Przystań jako uczestnik kursu
- 1997: Pokój 107 jako student na egzaminie u profesora Brzeszczyka
- 1997: Historie miłosne jako chłopak podający papiery adwokatowi
- 1997: Farba jako „Młody” na spotkaniu u Victora
- 1997: Wojenna narzeczona jako żołnierz niemiecki (odc. 1)
- 1997: Boża podszewka jako uciekinier z Wilna w okopie
- 1998–2010: Złotopolscy jako starszy posterunkowy Jerzy Marciniak „Rudy”
- 1999: Wszystkie pieniądze świata jako Lucek, pracownik Idziaka
- 1999: Operacja „Koza”
- 1999: Miodowe lata jako policjant (odc. 18)
- 1999: Lot 001 jako kadet Won (odc. 10)
- 2000: Słoneczna włócznia jako listonosz (odc. 7 i 12)
- 2000: Przeprowadzki jako dowódca Ukraińców (odc. 5)
- 2000: Prymas. Trzy lata z tysiąca jako ubek aresztujący prymasa
- 2000: L’Homme des foules jako Gregori, współpracownik Pawła w CSN
- 2001: Wiedźmin jako Clovis
- 2001: Kameleon jako podkomisarz Wirgiliusz Seta
- 2001: Kameleon jako podkomisarz Wirgiliusz Seta
- 2002: Wiedźmin jako Clovis, uczeń szkoły wiedźminów (odc. 2)
- 2002: Rób swoje, ryzyko jest twoje jako „Szczurek”
- 2002–2003: Kasia i Tomek jako Krzycho, przyjaciel Tomka
- 2003: Sukces jako Maciek, kolega Marka z rodzinnego miasta
- 2003: Miodowe lata jako policjant (odc. 115)
- 2003: Miodowe lata jako tajny agent (odc. 122)
- 2003: Lokatorzy jako policjant Przemek Gaca (odc. 161)
- 2003: Czarno to widzę jako Zbychu
- 2004: Stacyjka jako Fritz Hansen, mąż Grety
- 2004: Camera Café jako Karol
- 2005: Pensjonat pod Różą jako Jurek Maszczyk, mąż Róży (odc. 52 i 53)
- 2005: Klinika samotnych serc jako Ireneusz Struś, syn pani Heleny (odc. 3 i 4)
- 2005: Bulionerzy jako kontroler Maciulewicz (odc. 23)
- 2006: Plac Zbawiciela jako Bartek Zieliński, mąż Beaty
- 2007: Twarzą w twarz jako sprzedawca (odc. 6)
- 2007: Tajemnica twierdzy szyfrów jako sierżant
- 2007: Regina jako mecenas Bartosz Charewicz
- 2007: Prawo miasta jako Damian Targosz, partner Śmigiela
- 2007: Na dobre i na złe jako Jacek Maniewski, mąż Magdy (odc. 317)
- 2008: Mała wielka miłość jako przyszły ojciec w szkole rodzenia (odc. 2)
- 2008: Kryminalni jako Roman Wardecki (odc. 91)
- 2008: Daleko od noszy jako Wiesiek, kuzyn Kidlera (odc. 148)
- 2008: Czas honoru jako żandarm SS Neumann (odc. 2)
- 2009: Przeznaczenie jako Marek Adamowicz, mąż Basi (odc. 12)
- 2009: Naznaczony jako asystent Drzewieckiego (odc. 12)
- 2009: Akademia jako magister Poważany (odc. 7)
- 2010: Ojciec Mateusz jako Andrzej Rychlik (odc. 32)
- 2010: Nowa jako Wojtek „Romeo” (odc. 12)
- 2011: Wiadomości z drugiej ręki jako Wiktor Karmel, asystent Krystyny Skowrońskiej
- 2011: Róża jako Johann Kwiatkowski, mąż Róży
- 2011: Przepis na życie jako majster (odc. 10 i 12)
- 2012: Na krawędzi jako policjant (odc. 9)
- 2012: Na Wspólnej jako pan Jacek
- 2012: Komisarz Blond i Oko sprawiedliwości jako dyrektor szpitala psychiatrycznego
- 2013: Wałęsa. Człowiek z nadziei jako kapitan LWP
- 2013: Południk Zerowy jako Karol Bojanowski
- 2013: Podejrzani zakochani jako policjant „brunet”
- 2013: Komisarz Alex jako Janusz Mariaszek (odc. 28)
- 2014: Słodkie życie jako Uwe, sąsiad Marzeny i Janusza
- 2014: Lekarze jako ojciec Dawida (odc. 62)
- 2014: Bogowie jako perfuzjonista
- 2015: Ambasador nadziei jako ambasador radziecki
- 2015: Prawo Agaty jako kurator (odc. 92)
- 2015: Ojciec Mateusz jako Jerzy Banaszek (odc. 126)
- 2015: Mój ojciec Staś jako Tadeusz Konwicki
- 2016: Po prostu przyjaźń jako murarz
- 2016: Na dobre i na złe jako Włodek, mąż Kaliny (odc. 655)
- 2016–2018: Barwy szczęścia jako Szczepan Zbrowski, ojciec Oliwki
- 2017: Ojciec Mateusz jako Lucjan Bychawski (odc. 225)
- 2017: Miasto skarbów jako Nathan Sharon w młodości (odc. 6)
- 2017: Dwie korony jako brat Stanisław
- 2018: W rytmie serca jako Michał, mąż Aliny (odc. 26)
- 2018-2024: Leśniczówka jako mecenas Artur Krawczyk
- 2018: Autsajder jako oficer SB
- 2019–2021: Stulecie Winnych jako Władysław Winny
- 2023-2024: Korona Królów. Jagiellonowie jako arcybiskup Wojciech Jastrzębiec